# Kiara Fontanesi
Kiara Fontanesi, nata Chiara (Parma, 10 marzo 1994), è una pilota motociclistica italiana.
Ha conquistato il titolo mondiale femminile di motocross nel 2012, 2013, 2014, 2015, 2017 e 2018. È la prima donna a vincere il Campionato mondiale per quattro volte di fila. Dal 2016 fa parte del Gruppo Sportivo Fiamme Oro.

## Carriera
Nel 2007, negli Stati Uniti, conquista il Loretta Lynn's Vault.
Nel 2008 vince la Coppa Italia Motocross nella categoria femminile.
Nel 2009 debutta nel Campionato mondiale femminile di motocross. A soli 15 anni, conquista un secondo posto in una gara del mondiale e giunge al 9º posto nella classifica finale.
Nel 2010 conquista nuovamente il campionato italiano, vincendo tutte le gare, e arriva al 4º posto nel mondiale.
Nel 2011 vince il suo terzo titolo italiano e arriva seconda nel mondiale. Conquista inoltre l'SX Féminin de Genève.
Nel 2012 diventa la prima italiana a conquistare il titolo mondiale femminile, vincendo 5 gran premi e 10 manche. Nello stesso anno si aggiudica il quarto titolo nazionale.
Sempre nel 2012 partecipa all'ultimo gran premio del Campionato AMA di motocross nella classe femminile, vincendo entrambe le manche.
L'8 settembre 2013, con 4 vittorie su 5 gran premi disputati, conquista per la seconda volta il titolo mondiale femminile. Il 7 dicembre 2013 ottiene la vittoria nella classe femminile al Supercross di Ginevra.
Nel 2014 conquista il terzo titolo mondiale. A fine anno debutta su pista, prendendo parte al Trofeo Motodiserie nella categoria 600. Il 24 agosto a Pacov, in Repubblica Ceca, disputa e vince in squadra con Francesca Nocera, la medaglia d'oro nella competizione femminile del Motocross delle Nazioni Europee.
Nel 2015 si riconferma per la quarta volta campionessa del mondo, diventando la prima donna a raggiungere il record di quattro vittorie consecutive del mondiale di motocross. L'11 ottobre, a Pietramurata di Dro (TN), vince per la seconda volta consecutiva, sempre in squadra con Francesca Nocera, la medaglia d'oro nel WMXoEN.
Nel 2016 arriva quarta nella classifica finale del mondiale, vincendo il Gran Premio d'Italia.
Nel 2016 vince per la quarta volta il titolo italiano, con 8 vittorie su 8 gare disputate
Nel 2017 vince il quinto titolo mondiale all'ultima gara con solo 1 punto di vantaggio su Livia Lancelot e 2 punti su Courtney Duncan e Nancy Van De Ven.
Il 30 settembre 2018, nella gara svolta ad Imola, diventa per la sesta volta campionessa mondiale con 8 punti di vantaggio in classifica sull'avversaria olandese Nancy Van De Ven.
Nel 2019 diventa mamma e pochi mesi dopo vince il Gran Premio d'Olanda.
Nell'ottobre 2024 vince per l'ottava volta il titolo italiano vincendo tutte e 12 le manches.

## Televisione
Dal 2013 è protagonista di un reality show, dal titolo Miss Cross, assieme all'aspirante showgirl Eleonora Rossi. Nel corso del reality l'una proverà a vivere la vita dell'altra e viceversa. La prima puntata è andata in onda su Automoto TV il 15 febbraio 2013.

## Riconoscimenti
È stata nominata Atleta dall'anno 2012, riconoscimento indetto dalla Gazzetta di Parma assieme all'Unione Nazionale Veterani dello Sport e assegnato da una giuria composta da 100 persone.
Ha ricevuto nel 2013 e 2014 il riconoscimento Caschi d'Oro indetto dalla rivista Motosprint - Corriere dello Sport.

## Vita privata
Nel 2014 cambia legalmente il suo nome in "Kiara". Dall'estate 2015 ha una relazione con il pilota motociclistico spagnolo Maverick Viñales. A fine gennaio 2017 annuncia la fine della relazione.
Il 26 novembre 2019 dà alla luce una bambina di nome Skyler avuta insieme al compagno Devin Parenti. Nel 2022 ha avuto un'altra bambina, Alaska